# 森高ランド
『森高ランド』（もりたかランド）は、1989年12月10日に森高千里名義で発売された初のベストアルバム。

## 概要
- 森高初のベストアルバムで、デビュー曲「NEW SEASON」から「17才」までのシングル曲と、アルバム『NEW SEASON』『ミーハー』『見て』の3枚のアルバムからセレクトされ、新曲も2曲収録。
- 全曲ニューアレンジ・ニューレコーディングされており新録音ベストとなっている。オリジナル音源で編曲に携わらなかった楽曲も、本作では全曲斉藤英夫が編曲を担当しており、原曲の音源に比べてテンポが速くなっている楽曲が多い。
- このアルバムから恒例となる初回限定盤ブックレット付（60ページカラー写真集）仕様になっている。本アルバムでは初回盤と通常盤で採用されている写真がジャケットを含めほとんど異なる（一部、同一写真あり）。
- 「うわさ」「道」は本作のために書き下ろされた楽曲で、「道」は翌年にグリコ『ポッキー』のCMソングとしてシングルカットされた。
- 1980年代末のメジャーレーベルからのリリースにもかかわらず、斉藤英夫の自宅において民生用の録音機材を用いて制作された。

## 収録曲
1. うわさ
  - 作詞：森高千里、作曲・編曲：斉藤英夫
  - 本作のために書き下ろされた。
2. ミーハー
  - 作詞：森高千里、作曲・編曲：斉藤英夫
  - アルバム『ミーハー』より
3. ストレス
  - 作詞：森高千里、作曲・編曲：斉藤英夫
  - アルバム『見て』より
4. ALONE
  - 作詞：森高千里、作曲：安田信二、編曲：斉藤英夫
  - 5thシングル
5. GET SMILE
  - 作詞：伊秩弘将、作曲：島健、編曲：斉藤英夫
  - 3rdシングル、ギターを前面に出したロック寄りアレンジになっている。
6. 夢の終り
  - 作詞：菅野真吾、作曲・編曲：斉藤英夫
  - アルバム『NEW SEASON』より
7. オーバーヒート・ナイト
  - 作詞：伊秩弘将、作曲・編曲：斉藤英夫
  - 2ndシングル
8. 17才
  - 作詞：有馬三恵子、作曲：筒美京平、編曲：斉藤英夫
  - 7thシングル
9. LET ME GO
  - 作詞：伊秩弘将・森高千里、作曲：安田信二、編曲：斉藤英夫
  - アルバム「見て」より
10. GOOD-BYE SEASON
  - 作詞：久和カノン、作曲：山本拓巳、編曲：斉藤英夫
  - 3rdシングル「GET SMILE」カップリング曲。
11. 道
  - 作詞：森高千里、作曲：安田信二、編曲：斉藤英夫
  - 本作のために書き下ろされた。後にCMソングとして「青春」との両A面でシングルカットされた。
12. NEW SEASON
  - 作詞：HIRO、作曲・編曲：斉藤英夫
  - メジャーデビューシングル、シングル・アルバムより更にアウトロが長くなっている。